# Lista över pensionärspartier
Detta är en lista över pensionärspartier, uppdelat i existerande och verksamma respektive nedlagda eller vilande.

## Existerande och verksamma pensionärspartier
- Grey Power, Australien
- Bosnien och Hercegovinas pensionärsparti
- Republika Srpskas pensionärsparti
- Partiet för nationens pensionärer, Brasilien
- Kroatiens pensionärsparti, Kroatien
- Aktiva pensionärer, Danmark
- Gil, Israel
- United Pensioners, Italien
- Alternative Democratic Reform Party, Luxemburg
- 50PLUS, Nederländerna
- Union 55+, Nederländerna
- Norges pensionärsparti, Norge
- Serbiens förenade pensionärsparti, Serbien
- Ukrainas pensionärsparti, Ukraina
- Englands pensionärsparti, England
- Scottish Senior Citizens Unity Party, Skottland
- Ryska pensionärspartiet, Ryssland
- Demokratična stranka upokojencev Slovenije, Slovenien
- Sveriges Pensionärers Intresseparti, Sverige

## Nedlagda eller vilande pensionärspartier
- De grå pantrarna, Tyskland
- De äldres allians, Holland (verksamt 1994-1998)